# Renseneb
Renseneb, Mi nombre es agradable, fue un faraón de la dinastía XIII de Egipto, que gobernó c. 1739 a. C. 
Aparece su nombre, Ren(s)eneb (la s no se aprecia) en el Canon Real de Turín, en el registro VI, 16, donde se afirma que reinó cuatro meses. Fue derrocado por otro faraón de Avaris, Hor I. 

## Testimonios de su época
Sólo se conserva un abalorio con un doble nombre: Renseneb Amenemhat. Ryholt lo interpreta como una filiación, "Renseneb hijo de Amenemhat", aunque otros investigadores no aceptan esta interpretación.

## Titulatura
| Titulatura | Jeroglífico | Transliteración (transcripción) - traducción - (referencias) |

| r · n | A2 | HASH | n · b | Y1V |

| r · n | A2 | HASH | n · b | Y1V |

| r · n | A2 | HASH | n · b | Y1V |

| r · n | A2 | HASH | n · b | Y1V |

| r · n | A2 | HASH | n · b | Y1V |

| r · n | A2 | HASH | n · b | Y1V |

| r · n | A2 | HASH | n · b | Y1V |

| r · n | A2 | HASH | n · b | Y1V |

| r · n | A2 | HASH | n · b | Y1V |

| r · n | A2 | HASH | n · b | Y1V |

| r · n | A2 | HASH | n · b | Y1V |

| r · n | A2 | HASH | n · b | Y1V |

| r · n | A2 | HASH | n · b | Y1V |

| r · n | A2 | HASH | n · b | Y1V |

| r · n | A2 | HASH | n · b | Y1V |

| r · n | A2 | HASH | n · b | Y1V |